# Ribeirão Grande
Ribeirão Grande este un oraș în São Paulo (SP), Brazilia.